# 中国2010年上海世界博览会芬兰馆
31°11′06″N 121°28′42″E / 31.1850313°N 121.4783192°E
中国2010年上海世界博览会芬兰馆是2010年上海世博会上代表芬兰的展馆，位于世博园区C片区，其主题为“优裕、才智与环境”。
芬兰馆名为“冰壶”（Kirnu），来源于冰河时期芬兰一种名为壶穴的特殊地貌，而其名称则出自王昌龄的诗句“洛阳亲友如相问，一片冰心在玉壶”。
展馆外墙上的“冰”其实是是一种由废纸和塑料制成的木塑料复合材料。
在展馆中，还将会提供芬兰传统的桑拿浴。